# 幼若ホルモン

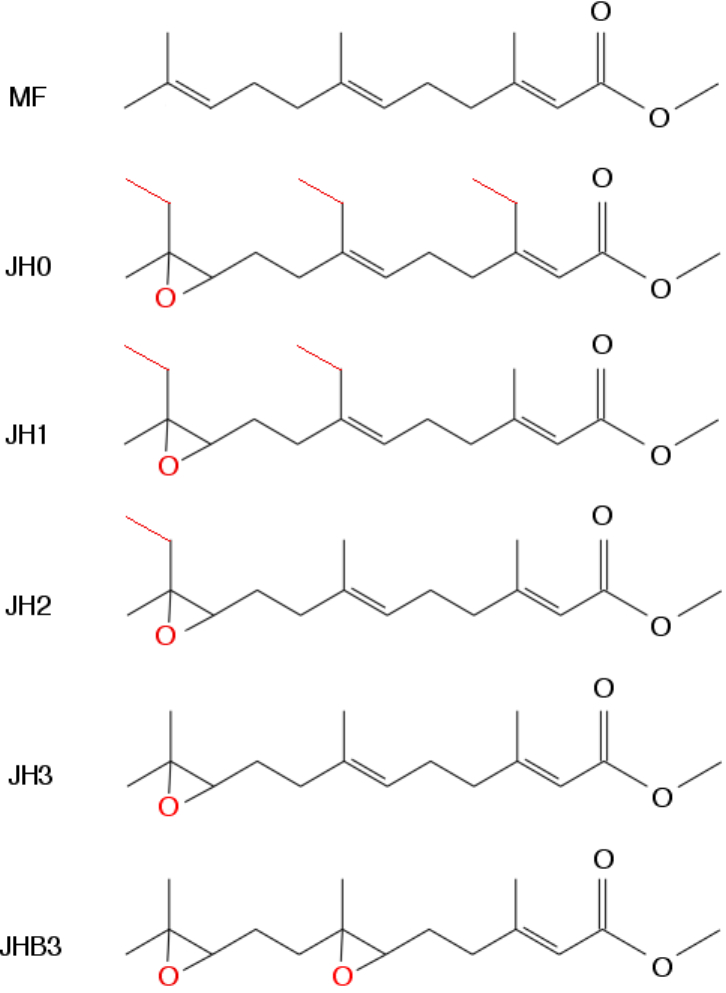
幼若ホルモンの構造

幼若ホルモン（ようじゃくホルモン、英語: Juvenile hormone, JH）とは、昆虫のホルモンの一種であり、変態を抑制しながら幼虫の生長を促進する作用で有名である。
幼虫では脳の後ろにあるアラタ体から分泌される。

## 概要
エクジソンとともに、昆虫の成長および変態を調節する中心的ホルモンである。エクジソンと共存すると、脱皮を伴う幼虫の成長を促進し、エクジソンが単独で存在することで、蛹または成虫への変態が促進される。また、変態の制御以外にも、生殖腺の発達、休眠、分業、形態形成など、昆虫に見られる様々な現象の制御にも関与していることが知られている。
分類群ごとに、幼若ホルモンの化学構造は若干異なり、これまでに数種類の幼若ホルモンが知られている。例えば甲虫目や膜翅目、双翅目などの多くの昆虫ではJHIIIが、鱗翅目ではJHIとJHIIが、幼若ホルモンとして使われている。また、昆虫以外の節足動物にも幼若ホルモンに似た構造を持つホルモンが知られており、広義の幼若ホルモンとしてこれらの物質を含める場合もある。
幼若ホルモンの合成類似体（JHA/JHM）であるメトプレンやピリプロキシフェンは、昆虫成長制御剤として用いられ、幼虫が成虫に変態するのを阻害して、繁殖を妨げる。しかし、幼虫期が長びくとかえって被害が増加する昆虫もおり、カやハエに使用されている。
昆虫の全ての齢では機能していない。幼若ホルモンが合成できなくなった個体でも若齢の間は変態ではなく通常脱皮となる。
胚発生における始原生殖細胞の移動に関わっていることが最近報告されている。これは進化的には変態抑制よりも原初的な機能である可能性がある。

## 歴史
- 1956年 Williamsがセクロピア蚕の雄成虫の腹部から抽出したが、活性はなかった。
- 1967年 Rollerらがセクロピア蚕から300μgを精製し、活性があった。